# Le Bosc (Ariège)
Pour les articles homonymes, voir Le Bosc.
Bosc est une commune française, située dans le département de l'Ariège en région Occitanie.
Localisée dans le centre du département, la commune  fait partie, sur le plan historique et culturel, du pays de Foix, composé de la partie centrale du Plantaurel, du massif de l'Arize et d'un tronçon de la vallée de l'Ariège avec ses quelques affluents, mais qui n'est plus que l'ombre du prestigieux comté qui s'étendit jusqu'à l'Espagne et même au-delà. Exposée à un climat de montagne, elle est drainée par l'Arget, le ruisseau de Baillés et par divers autres petits cours d'eau. Incluse dans le parc naturel régional des Pyrénées ariégeoises, la commune possède un patrimoine naturel remarquable composé de quatre zones naturelles d'intérêt écologique, faunistique et floristique.
Le Bosc est une commune rurale qui compte 114 habitants en 2022, après avoir connu un pic de population de 1 890 habitants en 1831. Elle fait partie de l'aire d'attraction de Foix. Ses habitants sont appelés les Boscéens ou Boscéennes.

## Géographie

### Localisation
- 1Carte dynamique
- 2Carte OpenStreetMap
- 3Carte topographique
- 4Carte avec les communes environnantes

La commune du Bosc se trouve dans le département de l'Ariège, en région Occitanie.
Le Bosc est une commune située dans les Pyrénées, sur le ruisseau de l'Arget qui coule au fond de la vallée encaissée du Bosc pour rejoindre l'Ariège à Foix, la préfecture du département.
Le Bosc est habitée sur le versant sud de ce secteur montagnard escarpé, car l'hiver y est rude et le soleil est rare sur le versant nord. Le village de la Cabirole, construit sur la falaise, mène à Monner, la plus belle vue[réf. nécessaire] de la vallée habitée.
La commune fait partie du parc naturel régional des Pyrénées ariégeoises.
Sur le plan historique et culturel, Le Bosc fait partie du pays de Foix, composé de la partie centrale du Plantaurel, du massif de l'Arize et d'un tronçon de la vallée de l'Ariège avec ses quelques affluents, mais qui n'est plus que l'ombre du prestigieux comté qui s'étendit jusqu'à l'Espagne et même au-delà.
Elle se situe à 12 km à vol d'oiseau de Foix, préfecture du département, et à 18 km de Varilhes, bureau centralisateur du canton du Val d'Ariège dont dépend la commune depuis 2015 pour les élections départementales.
La commune fait en outre partie du bassin de vie de Foix.
Les communes les plus proches sont : 
Burret (1,9 km), Alzen (4,9 km), Montagagne (5,1 km), Serres-sur-Arget (5,4 km), Nescus (5,5 km), Bénac (6,0 km), Sentenac-de-Sérou (6,3 km), Brassac (6,4 km).

### Communes limitrophes
| Les communes limitrophes sont Alzen, Boussenac, Brassac, Burret, Montagagne, Saurat et Sentenac-de-Sérou. Les limites communales de Le Bosc et celles de ses communes adjacentes. | \| Montagagne \| Alzen \| Burret \| \| Sentenac-de-Sérou \| du Bosc \| Brassac \| \| \| Boussenac \| Saurat \| |         |
| Montagagne | Alzen | Burret  |
| Sentenac-de-Sérou | du Bosc | Brassac |
| | Boussenac | Saurat  |

### Géologie et relief
La commune est située dans les Pyrénées, une chaîne montagneuse jeune, érigée durant l'ère tertiaire (il y a 40 millions d'années environ), en même temps que les Alpes. Les terrains affleurants sur le territoire communal sont constitués de roches pour partie sédimentaires et pour partie métamorphiques datant pour certaines du Paléozoïque, une ère géologique qui s'étend de −541 à −252,2 Ma (millions d'années), et pour d'autres du Protérozoïque, le dernier éon du Précambrien sur l’échelle des temps géologiques. La structure détaillée des couches affleurantes est décrite dans les feuilles « n°1074 - Saint-Girons » et « n°1075 - Foix » de la carte géologique harmonisée au 1/50 000ème du département de l'Ariège, et leurs notices associées,.
La superficie cadastrale de la commune publiée par l’Insee, qui sert de références dans toutes les statistiques, est de 25,57 km2,. La superficie géographique, issue de la BD Topo, composante du Référentiel à grande échelle produit par l'IGN, est quant à elle de 25,47 km2. Son relief est particulièrement découpé puisque la dénivelée maximale atteint 1 034 mètres. L'altitude du territoire varie entre 634 m et 1 668 m.

#### Sommets
- Cap du Carmil (1 617 m)
- Pic de Fontfrède (1 595 m) : Montagne où prend sa source la rivière « Arget ».
- Sommet de Cap Long (1 479 m)
- Pic de Jouels (1 421 m)
- Cap des Trois Termes (1 278 m)
- Cap du Sarrou de la Font Clare (1 173 m)
- Le Planel (1 067 m)
- Pic de Razels (1 600 m)
- Sarrat des Sémalous (1 517 m)
- Roc Blanc (1 542 m)
- Pech de Therme (1 673 m)
- Roc de Campussol (1 511 m)
- Biert (1 228 m)

#### Cols
- Col des Marrous (992 m)
- Col d'Uscla
- Col de Blazy (1 000 m)
- Col de la Serre (1 146 m)

#### Estives
- La Trincade (1 565 m)
- la Pélade (1 543 m)

#### Refuges
- Cabane de Razels (1 485 m)
- Cabane de la Trincade (1 565 m)
- Cabane du Pont de Freychenet (1 055 m)

### Hydrographie

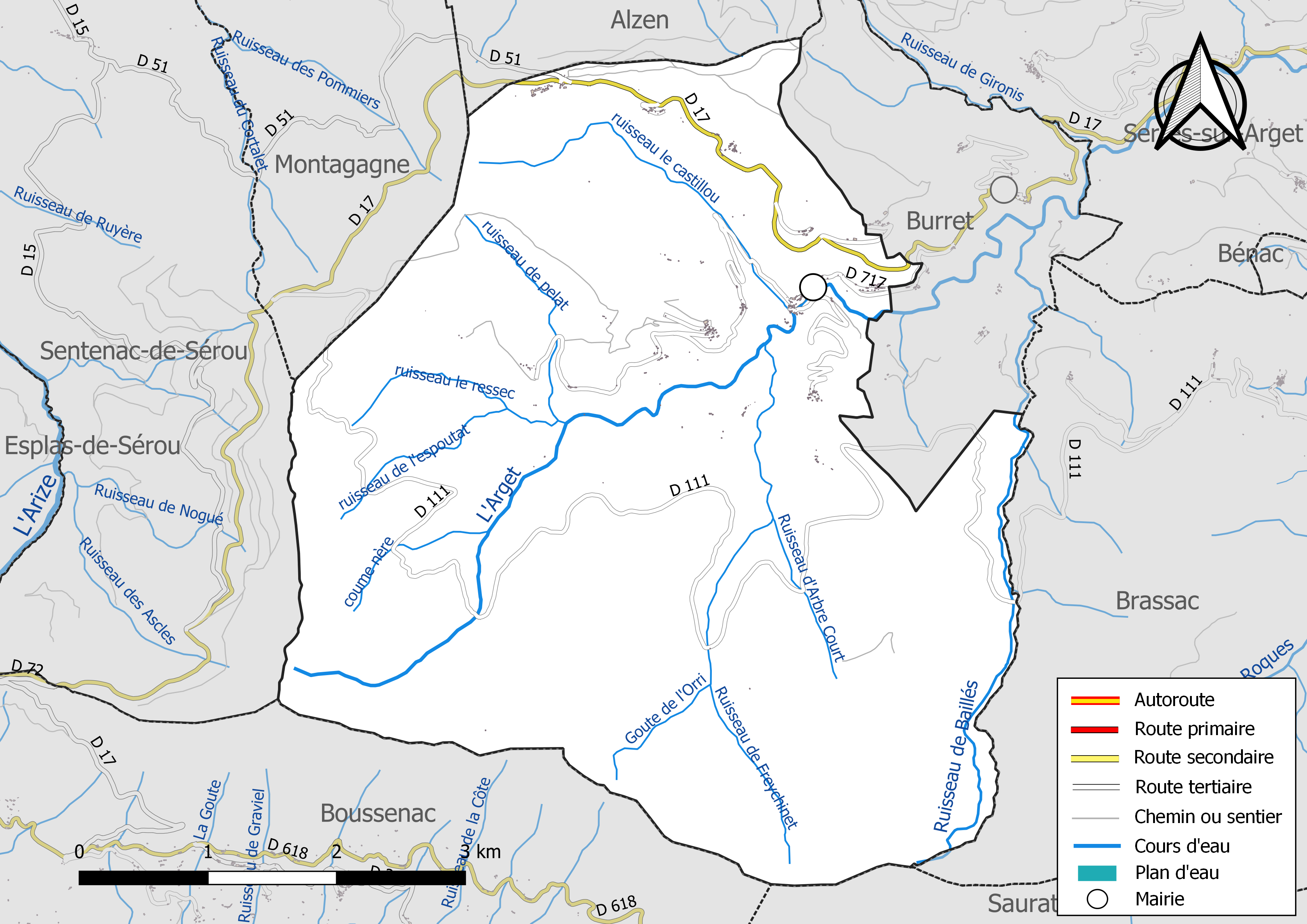
Réseaux hydrographique et routier du Le Bosc.

La commune est dans le bassin versant de la Garonne, au sein du bassin hydrographique Adour-Garonne. Elle est drainée par l'Arget, le ruisseau de Baillés, Goute de l'Orri, le ruisseau d'Arbre Court, le ruisseau de Freychinet, le ruisseau de Goute-Male, le ruisseau de l'espoutat, le ruisseau de pelat, le ruisseau le castillou, le ruisseau le ressec et par un petit cours d'eau, constituant un réseau hydrographique de 28 km de longueur totale,.
L'Arget, d'une longueur totale de 23 km, prend sa source dans la commune du Bosc et s'écoule du sud-ouest vers le nord-est. Il traverse la commune et se jette dans l'Ariège à Foix, après avoir traversé 8 communes.

#### Rivières & Ruisseaux
- Le Castillou
- Le Fournez
- L'Arget
- Goute de Malpas
- Le Ressec
- Ruisseau de Freychinet
- Goute Sèche
- Ruisseau de la Crouzette
- Ruisseau de la Grave
- Goute de l'Orri
- Goute de Peyrisse
- Ruisseau d'Arbre Court
- Ruisseau de Boulprese
- Goute du Four
- Goute de Picarret
- Ruisseau de l'Espoulat
- Ruisseau de Pélat

#### Sources
- Fontaine de Minaut
- Fontaine d'Andronne
- Fontaine de la Pélade
- Fontaine de l'Auriol
- Fontaine de Malherbe
- Fontaine de Mounau
- Fontaine Clare

#### Moulins
- Moulin de Brègne (rénové)
- Moulin du Four (en ruine)
- Moulin de Monner (en ruine)

### Climat
Pour des articles plus généraux, voir Climat de l'Occitanie et Climat de l'Ariège.
En 2010, le climat de la commune est de type climat des marges montargnardes, selon une étude s'appuyant sur une série de données couvrant la période 1971-2000. En 2020, Météo-France publie une typologie des climats de la France métropolitaine dans laquelle la commune est exposée à un climat de montagne et est dans la région climatique Pyrénées centrales, caractérisée par une pluviométrie annuelle de 1 000 à 1 200 mm.
Pour la période 1971-2000, la température annuelle moyenne est de 10,5 °C, avec une amplitude thermique annuelle de 15 °C. Le cumul annuel moyen de précipitations est de 1 209 mm, avec 10,3 jours de précipitations en janvier et 7,7 jours en juillet. Pour la période 1991-2020, la température moyenne annuelle observée sur la station météorologique la plus proche, située sur la commune de La Bastide-de-Sérou à 8 km à vol d'oiseau, est de 11,9 °C et le cumul annuel moyen de précipitations est de 1 091,0 mm,. Pour l'avenir, les paramètres climatiques de la commune estimés pour 2050 selon différents scénarios d'émission de gaz à effet de serre sont consultables sur un site dédié publié par Météo-France en novembre 2022.

### Milieux naturels et biodiversité

#### Espaces protégés
La protection réglementaire est le mode d’intervention le plus fort pour préserver des espaces naturels remarquables et leur biodiversité associée,.
La commune fait partie du parc naturel régional des Pyrénées ariégeoises, créé en 2009 et d'une superficie de 245 973 ha, qui s'étend sur 138 communes du département. Ce territoire unit les plus hauts sommets aux frontières de l’Andorre et de l’Espagne (la Pique d’Estats, le mont Valier, etc) et les plus hautes vallées des avants-monts, jusqu’aux plissements du Plantaurel.

#### Zones naturelles d'intérêt écologique, faunistique et floristique
L’inventaire des zones naturelles d'intérêt écologique, faunistique et floristique (ZNIEFF) a pour objectif de réaliser une couverture des zones les plus intéressantes sur le plan écologique, essentiellement dans la perspective d’améliorer la connaissance du patrimoine naturel national et de fournir aux différents décideurs un outil d’aide à la prise en compte de l’environnement dans l’aménagement du territoire.
Trois ZNIEFF de type 1 sont recensées sur la commune :
- le « massif de l'Arize, versant nord » (12 354 ha), couvrant 23 communes du département[28] ;
- le « massif de l'Arize, versant sud » (8 013 ha), couvrant 14 communes du département[29],
- le « massif de l'Arize, zone d'altitude » (15 897 ha), couvrant 26 communes du département[30] ;

et une ZNIEFF de type 2, : 
le « massif de l'Arize » (42 110 ha), couvrant 40 communes du département.

Carte des ZNIEFF de type 1 et 2 au Bosc.
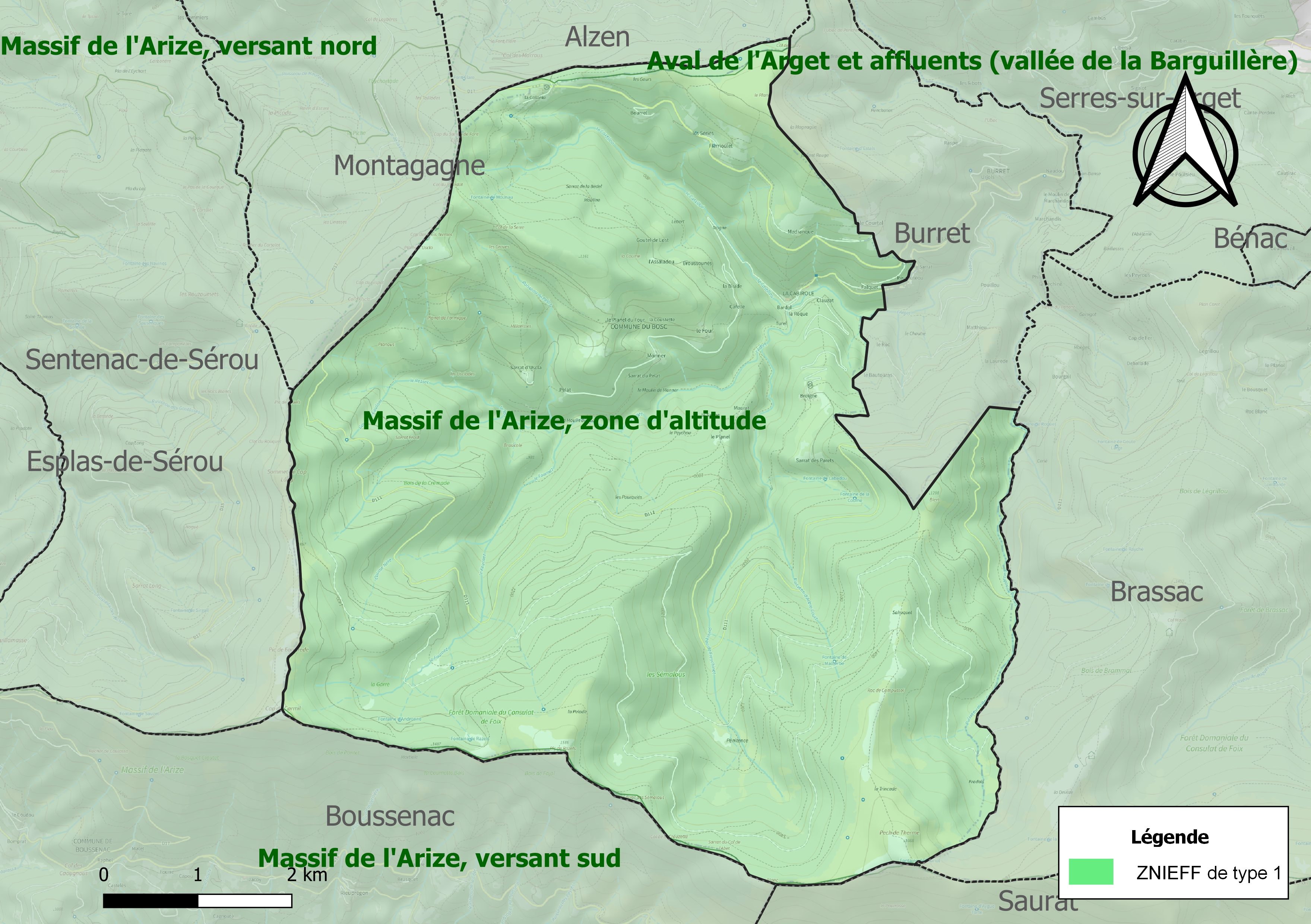
Carte des ZNIEFF de type 1 sur la commune.
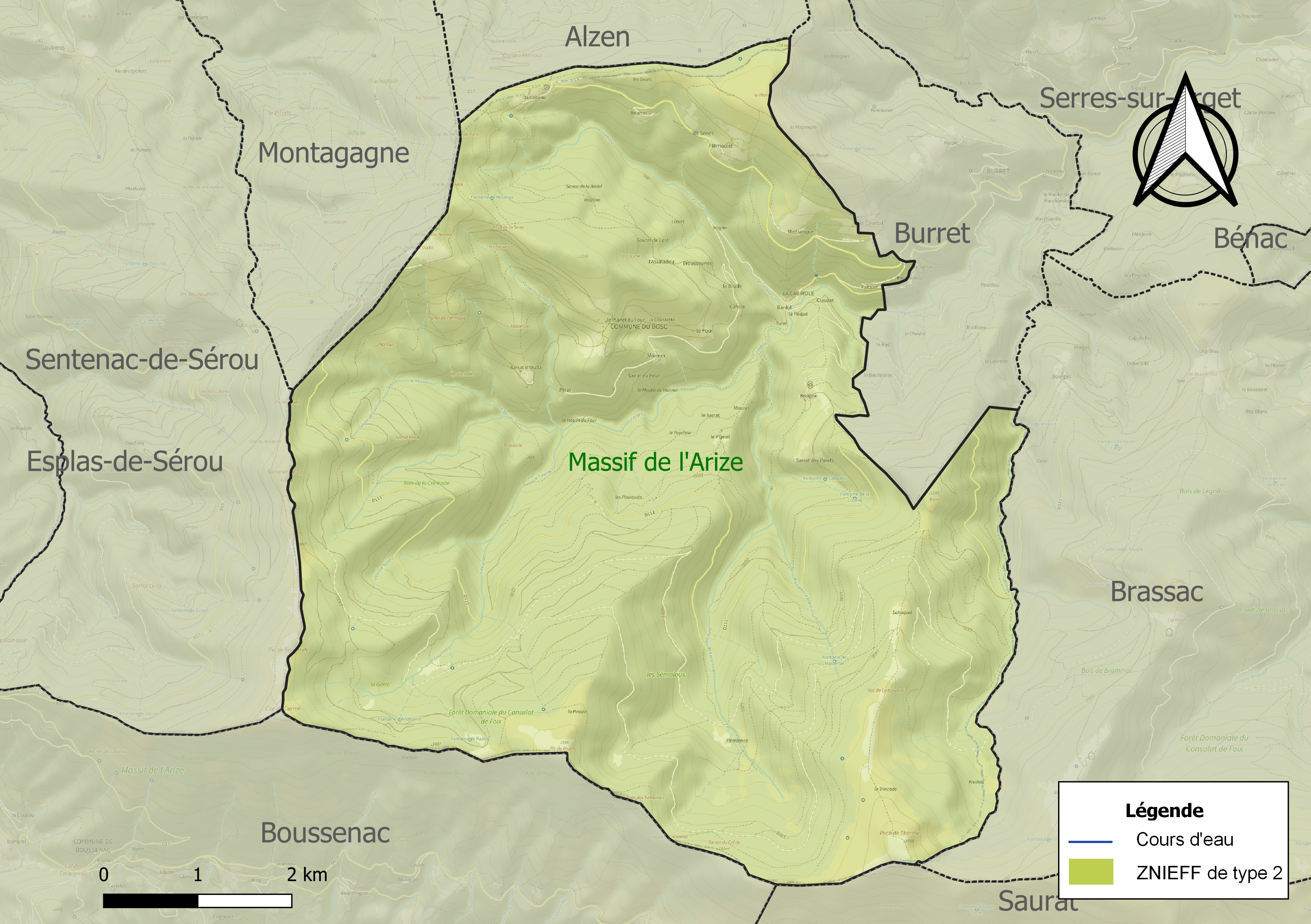
Carte de la ZNIEFF de type 2 sur la commune.

#### Réseau routier forestier
- Route Forestière de Pénitence, depuis Brassac, à l’intersection de la piste du Calmil avant le Pont de Roque, jusqu’à la RD 111, à hauteur des Pourquiés (1 067 m.).
- Route Forestière d’Andronne, depuis la RD 111 (1 294 m.), à proximité du Col d’Uscla, jusqu’à l’intersection avec la R.F. de Pénitence.

## Urbanisme

### Typologie
Au 1er janvier 2024, Le Bosc est catégorisée commune rurale à habitat très dispersé, selon la nouvelle grille communale de densité à 7 niveaux définie par l'Insee en 2022.
Elle est située hors unité urbaine. Par ailleurs la commune fait partie de l'aire d'attraction de Foix, dont elle est une commune de la couronne,. Cette aire, qui regroupe 38 communes, est catégorisée dans les aires de moins de 50 000 habitants,.

### Occupation des sols

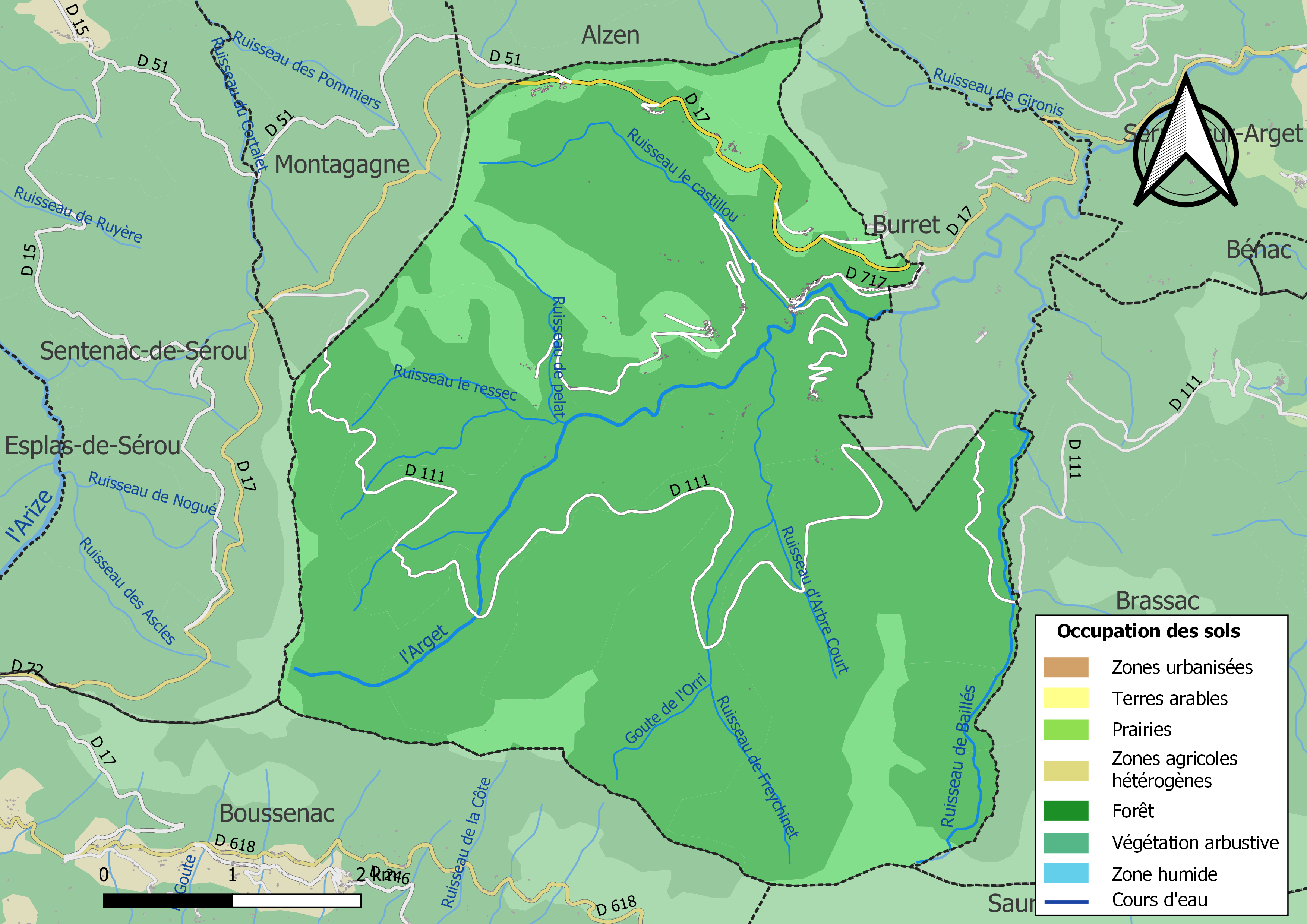
Carte des infrastructures et de l'occupation des sols de la commune en 2018 (CLC).

L'occupation des sols de la commune, telle qu'elle ressort de la base de données européenne d’occupation biophysique des sols Corine Land Cover (CLC), est marquée par l'importance des forêts et milieux semi-naturels (100 % en 2018), une proportion identique à celle de 1990 (100 %). La répartition détaillée en 2018 est la suivante : 
forêts (84,1 %), milieux à végétation arbustive et/ou herbacée (15,9 %). L'évolution de l’occupation des sols de la commune et de ses infrastructures peut être observée sur les différentes représentations cartographiques du territoire : la carte de Cassini (XVIIIe siècle), la carte d'état-major (1820-1866) et les cartes ou photos aériennes de l'IGN pour la période actuelle (1950 à aujourd'hui).

### Hameaux
- Le Lanet
- Falquet
- La Cabirole (où se trouvent la mairie et l'église)
- Castillou
- La Roque
- Bardol
- Turel
- La Birade
- Caffelle
- Le Four
- Monner
- Le Planel du Four
- Pélat
- Le Sarrat du Pélat
- Sarrat d'Uscla
- Planel du Bis
- La Coste
- Broucaillou
- Coutoulieu
- Le Clauzat
- Breigne (ou Brègne)
- Le Sarrat de las Parets
- Maurat
- Le Planel de Maurat
- Bourrel
- Les Sériés
- Fierrioulet
- Madranque
- Col des Marrous

### Anciens hameaux et métairies
- Broussounès
- La Coste
- Broucaillou
- Coutoulieu
- La Souleille
- Le Planel del Bis
- Tragne

### Habitat et logement
En 2018, le nombre total de logements dans la commune était de 194, alors qu'il était de 191 en 2013 et de 176 en 2008.
Parmi ces logements, 35,1 % étaient des résidences principales, 50,3 % des résidences secondaires et 14,5 % des logements vacants. Ces logements étaient pour 90,8 % d'entre eux des maisons individuelles et pour 1,5 % des appartements.
Le tableau ci-dessous présente la typologie des logements au Le Bosc en 2018 en comparaison avec celle de l'Ariège et de la France entière. Une caractéristique marquante du parc de logements est ainsi une proportion de résidences secondaires et logements occasionnels (50,3 %) supérieure à celle du département (24,6 %) et à celle de la France entière (9,7 %). Concernant le statut d'occupation de ces logements, 75 % des habitants de la commune sont propriétaires de leur logement (76,2 % en 2013), contre 66,3 % pour l'Ariège et 57,5 % pour la France entière.
| Typologie                                               | Le Bosc | Ariège | France entière |
| ------------------------------------------------------- | ------- | ------ | -------------- |
| Résidences principales (en %)                           | 35,1    | 65,7   | 82,1           |
| Résidences secondaires et logements occasionnels (en %) | 50,3    | 24,6   | 9,7            |
| Logements vacants (en %)                                | 14,5    | 9,7    | 8,2            |

### Risques majeurs
Le territoire de la commune du Bosc est vulnérable à différents aléas naturels : inondations, climatiques (grand froid ou canicule), feux de forêts, mouvements de terrains, avalanche  et séisme (sismicité modérée). Il est également exposé à un risque particulier, le risque radon,.

#### Risques naturels

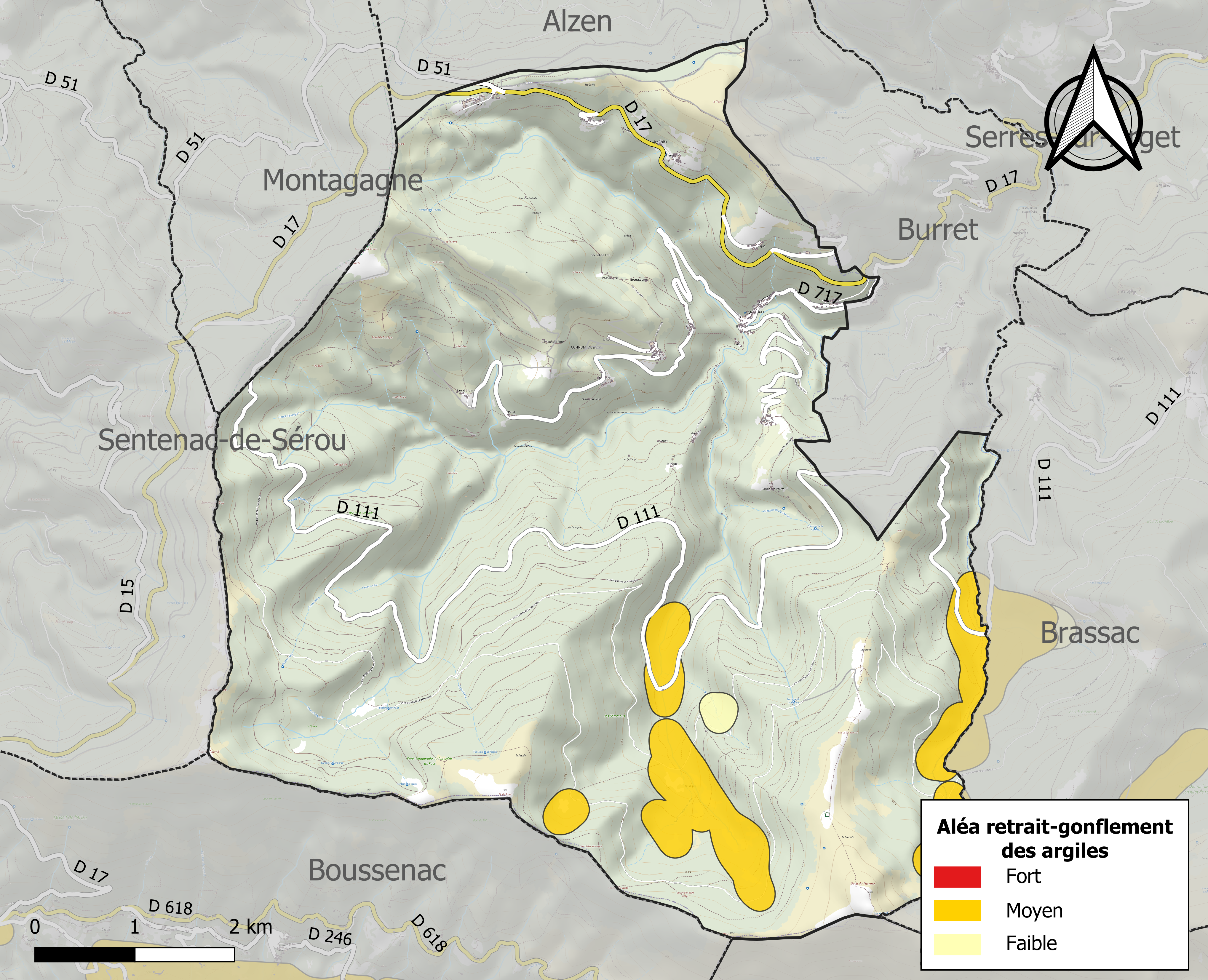
Zonage de l'aléa retrait-gonflement des argiles sur la commune du Bosc.

Certaines parties du territoire communal sont susceptibles d’être affectées par le risque d’inondation par débordement, crue torrentielle d'un cours d'eau, ou ruissellement d'un versant.
Les mouvements de terrains susceptibles de se produire sur la commune sont soit des chutes de blocs, soit des glissements de terrains, soit des mouvements liés au retrait-gonflement des argiles. Près de 50 % de la superficie du département est concernée par l'aléa retrait-gonflement des argiles, dont la commune du Bosc. L'inventaire national des cavités souterraines permet par ailleurs de localiser celles situées sur la commune.

#### Risque particulier
Dans plusieurs parties du territoire national, le radon, accumulé dans certains logements ou autres locaux, peut constituer une source significative d’exposition de la population aux rayonnements ionisants. Toutes les communes du département sont concernées par le risque radon à un niveau plus ou moins élevé. Selon la classification de 2018, la commune du Bosc est classée en zone 3, à savoir zone à potentiel radon significatif.

## Histoire
Il se dit que les habitants de Foix du Moyen Âge repoussaient les brigands dans la vallée de la Barguillère et qu'un échafaud était installé à la sortie de la ville de Foix pour ceux-ci. Les indésirables s'implantaient alors dans la montagne où ils vivaient en exil sur les terres les plus difficiles.
Au XIXe siècle, la vie était rude, les routes n'étaient pas goudronnées, et les agriculteurs du Bosc poussaient leur charrette par tous chemins pour aller vendre leurs pommes de terre à Foix, à pied, à vingt kilomètres. Les habitants les plus aisés travaillaient comme saisonnier à la ville.
Désormais, il s'agit d'un site apprécié pour le bien être dans la nature et une altitude de 900 mètres propice aux personnes souffrant de problèmes respiratoires.

## Politique et administration

### Découpage territorial
La commune du Bosc est membre de la communauté d'agglomération Pays Foix-Varilhes, un établissement public de coopération intercommunale (EPCI) à fiscalité propre créé le 16 novembre 2016 dont le siège est à Foix. Ce dernier est par ailleurs membre d'autres groupements intercommunaux.
Sur le plan administratif, elle est rattachée à l'arrondissement de Foix, au département de l'Ariège, en tant que circonscription administrative de l'État, et à la région Occitanie.
Sur le plan électoral, elle dépend du canton du Val d'Ariège pour l'élection des conseillers départementaux, depuis le redécoupage cantonal de 2014 entré en vigueur en 2015, et de la première circonscription de l'Ariège  pour les élections législatives, depuis le redécoupage électoral de 1986.

### Liste des maires
| Période                                  | Période  | Identité           | Étiquette | Qualité       |
| ---------------------------------------- | -------- | ------------------ | --------- | ------------- |
| mars                                     | 1989     | Antoine Dujardin   |           |               |
| mars 1989                                | 2001     | Roland Mandrou     |           |               |
| mars 2001                                | 2008     | Marcel Campora     | SE        | Retraité      |
| mars 2008                                | 2020     | Sylvie Dars        | PS        | Fonctionnaire |
| mars 2020                                | En cours | Nathalie Rodriguez | DVG       | Employée      |
| Les données manquantes sont à compléter. |          |                    |           |               |

## Démographie
| 1793  | 1800  | 1806  | 1821  | 1831  | 1836  | 1841  | 1846  | 1851  |
| ----- | ----- | ----- | ----- | ----- | ----- | ----- | ----- | ----- |
| 1 530 | 1 476 | 1 754 | 1 783 | 1 890 | 1 368 | 1 381 | 1 443 | 1 354 |

| 1856  | 1861  | 1866  | 1872  | 1876  | 1881  | 1886  | 1891  | 1896  |
| ----- | ----- | ----- | ----- | ----- | ----- | ----- | ----- | ----- |
| 1 049 | 1 136 | 1 208 | 1 106 | 1 144 | 1 097 | 1 092 | 1 039 | 1 041 |

| 1901 | 1906 | 1911 | 1921 | 1926 | 1931 | 1936 | 1946 | 1954 |
| ---- | ---- | ---- | ---- | ---- | ---- | ---- | ---- | ---- |
| 977  | 979  | 914  | 607  | 505  | 419  | 347  | 254  | 234  |

| 1962 | 1968 | 1975 | 1982 | 1990 | 1999 | 2005 | 2006 | 2010 |
| ---- | ---- | ---- | ---- | ---- | ---- | ---- | ---- | ---- |
| 113  | 104  | 122  | 94   | 115  | 136  | 106  | 105  | 112  |

| 2015 | 2020 | 2022 | - | - | - | - | - | - |
| ---- | ---- | ---- | - | - | - | - | - | - |
| 101  | 115  | 114  | - | - | - | - | - | - |

## Économie

### Emploi
| Division       | 2008   | 2013   | 2018   |
| -------------- | ------ | ------ | ------ |
| Commune        | 20,6 % | 18,6 % | 20 %   |
| Département    | 8,9 %  | 11,1 % | 11,2 % |
| France entière | 8,3 %  | 10 %   | 10 %   |

En 2018, la population âgée de 15 à 64 ans s'élève à 63 personnes, parmi lesquelles on compte 75,7 % d'actifs (55,7 % ayant un emploi et 20 % de chômeurs) et 24,3 % d'inactifs,. Depuis 2008, le taux de chômage communal (au sens du recensement) des 15-64 ans est supérieur à celui de la France et du département.
La commune fait partie de la couronne de l'aire d'attraction de Foix, du fait qu'au moins 15 % des actifs travaillent dans le pôle,. Elle compte 16 emplois en 2018, contre 12 en 2013 et 34 en 2008. Le nombre d'actifs ayant un emploi résidant dans la commune est de 36, soit un indicateur de concentration d'emploi de 44 % et un taux d'activité parmi les 15 ans ou plus de 49,5 %.
Sur ces 36 actifs de 15 ans ou plus ayant un emploi, 11 travaillent dans la commune, soit 30 % des habitants. Pour se rendre au travail, 75 % des habitants utilisent un véhicule personnel ou de fonction à quatre roues, 7,5 % les transports en commun, 7,5 % s'y rendent en deux-roues, à vélo ou à pied et 10 % n'ont pas besoin de transport (travail au domicile).

### Activités hors agriculture
13 établissements sont implantés  au Bosc au 31 décembre 2019.
Le secteur des activités spécialisées, scientifiques et techniques et des activités de services administratifs et de soutien est prépondérant sur la commune puisqu'il représente 30,8 % du nombre total d'établissements de la commune (4 sur les 13 entreprises implantées  au Le Bosc), contre 13,2 % au niveau départemental.

### Agriculture
|                                   | 1988 | 2000 | 2010 |
| --------------------------------- | ---- | ---- | ---- |
| Exploitations                     | 9    | 6    | 3    |
| Superficie agricole utilisée (ha) | 158  | 126  | 83   |

La commune fait partie de la petite région agricole dénommée « Région sous-pyrénéenne ». En 2010, l'orientation technico-économique de l'agriculture  sur la commune est l'élevage d'ovins et de caprins. Trois exploitations agricoles ayant leur siège dans la commune sont dénombrées lors du recensement agricole de 2010 (neuf en 1988). La superficie agricole utilisée est de 83 ha.

## Lieux et monuments
- Col des Marrous (992 m), accessible par la D17, en limite nord de la commune.
- Cirque de la pénitence, site particulièrement riche pour les gemmologues. Des spécimens remarquables de chrysobéryl y ont été trouvés.
- Église de la Décollation-de-Saint-Jean-Baptiste de La Cabirole.
- Mairie du Bosc
- Hameau de Monner

## Personnalités liées à la commune
- Justin Delpla (1765 ou 1766-1834), natif de la commune devenu riche armateur et négociant bordelais.

## Pour approfondir